# 1658
Évszázadok: 16. század – 17. század – 18. század
Évtizedek: 1600-as évek – 1610-es évek – 1620-as évek – 1630-as évek – 1640-es évek – 1650-es évek – 1660-as évek – 1670-es évek – 1680-as évek – 1690-es évek – 1700-as évek
Évek: 1653 – 1654 – 1655 – 1656 –  1657 – 1658 – 1659 – 1660 – 1661 – 1662 – 1663

## Események

### Határozott dátumú események
- január 24. – a medgyesi országgyűlésen ismét II. Rákóczi Györgyöt választják fejedelemnek.[1]
- február 11. – X. Károly Gusztáv svéd király elfoglalja Sjælland szigetét, ezzel fenyegetve Koppenhágát.
- február 18. – A taastrupi szerződés aláírása Svédország és Dánia-Norvégia között.
- február 26. – A roskildei békeszerződés aláírása Svédország és Dánia-Norvégia között. (A békeszerződés értelmében Svédországé lesz a teljes mai dél-svédországi partvidék, azaz a már 1645-ben, a brömsebrói békében megszerzett Halland mellett Blekinge, Bohuslän, valamint Dánia egyik legfontosabb régi tartománya, Skåne is.)[2]
- július 1. – I. Lipótot német-római császárrá választják.[3]
- augusztus 1. – I. Lipótot német-római császárrá koronázzák.
- szeptember 2. – Török kézre kerül Jenő vára.[4]
- szeptember 5–20. – Az Erdélybe betör tatárok közel 100 000 embert ölnek meg, hurcolnak rabságba. (A tatárok feldúlják Nagyenyedet, Tordát, Kolozsvárt és Marosvásárhelyt.)[4]
- szeptember 6. – a Gábor deák által vezetett székelyek Szárhegynél legyőzték a Székelyföldre támadó tatár és román rablóbandát.[5]
- szeptember 14. – Köprülü Mehmed nagyvezír Jenő vára alatt Barcsay Ákost nevezi ki Erdély fejedelmévé.[4]
- október 11. – A török nagyvezír parancsára az erdélyi rendek Barcsay Ákost választják II. Rákóczi György helyébe.[4]
- november 23. – Oliver Cromwell lordprotektor állami temetése.[6]
- december 25. – A lengyel hadak a dánok segítségével a koldingi csatában legyőzik a svédeket Dániában.

### Határozatlan dátumú események
- május – II. Rákóczi György erdélyi fejedelem Lippánál megveri a budai pasa seregét.[4]
- az év nyara – A pálülési csatában elhunyt Elcsi Haszan temesvári pasa helyére Csengízáde Alit nevezik ki. (A tartományt áthelyezéséig, 1660-ig irányította.)[7]
- az év folyamán – Köprülü Mehmed nagyvezír seregével megindul Erdély ellen.[4]
- december – A megbízhatatlannak ítélt krétai hős, Deli Hüszejn helyére Kösze Alit nevezik ki az Oszmán Birodalom tengernagyává.[7]

## Születések
- március 5. – Antoine Laumet de La Mothe Cadillac francia katonatiszt, felfedező, Detroit elődjének alapítója († 1730)
- április 22. – Giuseppe Torelli itáliai zeneszerző, hegedűművész és hegedűtanár († 1709)
- július 10. – Luigi Ferdinando Marsigli olasz földrajztudós, műgyűjtő, diplomata, utazó, tudós, hadmérnök, nyelvész-filológus, katona († 1730)

## Halálozások
- szeptember 3. – Oliver Cromwell angol államférfi, Lord Protector[8] (* 1599)